# S. Francesco 1182-1982
San Francesco è il terzo album in studio del cantautore italiano Giuseppe Cionfoli, pubblicato nel 1982 dall'etichetta discografica Cultura & Musica.

## Tracce
Lato A
Testi e musiche di Serenella Napolione, Antonietta Ponte.
1. Francesco poeta di Dio – 5:35
2. Comment' t'appelles? – 3:45
3. Verso la libertà – 3:43
4. San Damiano – 3:49
5. Fonte amica – 4:10

Durata totale: 21:02
Lato B
1. La foresta – 3:58
2. Rupe di Greccio – 2:40
3. Il dono del saio – 4:58
4. Rivotorto – 4:18
5. Saluto alla Vergine – 1:44

Durata totale: 17:38

## Formazione
- Giuseppe Cionfoli - voce, chitarra
- Annamaria Carbone - voce femminile solista
- Nando Di Modugno - chitarra
- Carmine Macina - Flauto
- Angelo De Stradis - percussioni
- Ersilia Zambetta - violino
- Rosa Cavalieri - tastiere
- A. De Carolis - coro
- F. Claret - coro
- G. Torquato - coro